# Le Corbusier
Charles-Édouard Jeanneret (6. října 1887 La Chaux-de-Fonds – 27. srpna 1965 Roquebrune-Cap-Martin), známý jako Le Corbusier [le korbisjé], byl švýcarsko-francouzský architekt, designér, malíř, urbanista a spisovatel. Je považován za jednoho z průkopníků toho, co se dnes považuje za moderní architekturu. Navrhoval stavby v Evropě, Japonsku, Indii a také v Severní a Jižní Americe. Domníval se, že „kořeny moderní architektury je třeba hledat u Viollet-le-Duca“.
Vypracoval územní plán indického města Čandígarh a podílel se na konkrétních návrzích několika tamních budov, zejména vládních.
V roce 2016 bylo sedmnáct jeho projektů zapsáno na seznam světového dědictví UNESCO pod názvem Stavby navržené Le Corbusierem.
Le Corbusier zůstává kontroverzní osobou. Některé jeho urbanistické myšlenky byly kritizovány pro svou lhostejnost k již existujícím kulturním památkám a společenskému projevu. Mimo jiné byl kritizován za podporu fašismu, antisemitismu, eugeniky a diktátora Benita Mussoliniho.

## Život a dílo

### Mládí
Charles-Édouard Jeanneret se narodil 6. října 1887 v La Chaux-de-Fonds ve Švýcarsku, kde v roce 1902 nastoupil na školu uměleckých řemesel École des Arts Décoratifs, kde se podle vzoru rodinné tradice učil zdobnému rytí hodinových plášťů. Jeho pozornost k architektuře obrátil jeho učitel a tak již v 17 letech vytvořil v La Chaux-de-Fonds svoji první realizaci – dům pro rytce Louise Falleta. Dům pojal natolik tradičně, že se k němu později ani nechtěl hlásit.  Získal však díky němu přízeň místních obyvatel a současně další zakázky.
V letech 1907–1914 za vydělané peníze cestoval. Poznával Itálii, Řecko, Istanbul, Německo, Paříž. Roku 1911 se také podíval do Prahy. Na svých cestách studoval významné památky a hodně kreslil. Bez architektonického vzdělání, pouze na základě skic z poznávací cesty, byl ve svých dvaceti letech přijat do ateliéru bratrů Perretových, který byl proslulý používáním tehdy progresivního železobetonu. O tři roky později pracoval také u dalšího výrazného moderního architekta – Petra Behrense, kde poznal i Miese van der Rohe. V letech 1912–1917 žil střídavě v Paříži a ve svém rodném městě, kde postavil několik domů pro bohaté podnikatele. V roce 1916 postavil jeden z prvních domů se železobetonovou konstrukcí – vilu továrníka Schwoba s dvojí výškou centrální části. 
V letech 1914–15 vytvořil pro válkou postižené obyvatele Flander známý projekt Dom-Ino (z lat. domus a innovatio). Navrhl zcela prostou skeletovou konstrukci, kterou by si obyvatelé sami podle libosti dokončili stavbou nenosných zdí a příček. Projekt nakonec nebyl realizován. Konstrukční systém Dom-Ina byl obrazem nového stylu, který se pomalu prosazoval v Americe i v Evropě a byl později nazván funkcionalismus.
Roku 1917 odjel do Paříže, kde potkal malíře Amédée Ozenfanta, s jehož pomocí si roku 1920 zvolil pseudonym Le Corbusier. Spolu diskutovali o umění a publikovali manifest Aprés le cubisme (Po kubismu), který představil protikubistický program purismu. V letech 1919–1923 spolu vydávali kulturní měsíčník L’Esprit nouveau (Nový duch), ve kterém popularizovali „moderní myšlení“ a „nové umění“.
V roce 1922 se spojil se svým bratrancem, známým konstruktérem železobetonových konstrukcí Piérem Jeanneretem. Spolupracovali až do roku 1940, navrhli mnoho urbanistických projektů a samostatných domů. Jejich díla nesla společnou značku LC/PJ. 

### Rané práce – teorie

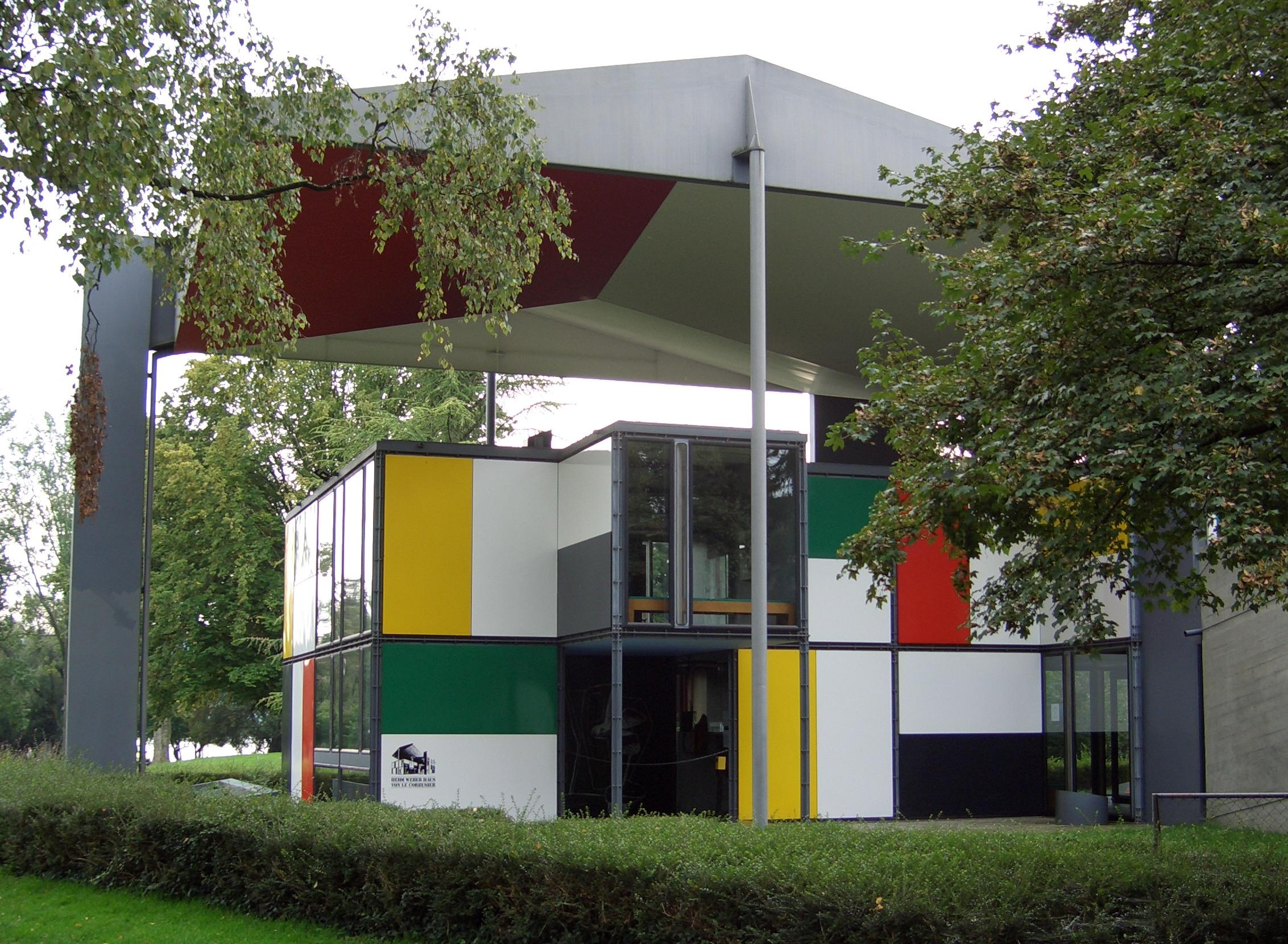
Centrum Le Corbusier v Zurichu

#### Vers une architecture
Základní myšlenky Corbusierových teorií byly shrnuty v knize Vers une architecture (česky vyšla jako Za novou architekturu. Praha: Petr Rezek, 2005.), kterou vydal spolu s Ozenfantem (ale pouze pod svým jménem) roku 1923. 
V knize vyzdvihl krásu čistě účelových a racionálně řešených inženýrských konstrukcí, poukázal na čistotu povrchu stavby, na určující význam půdorysu a hlavně kladl důraz na primární formy, u kterých dle něho „slunce odhaluje v krásu“. Architekturu označil za umění, protože podle něj „překračuje otázky užitku“ . Mezi diplomovanými architekty, kteří architekturu považovali za pouhé naplnění své praktické funkce, jeho názory našly mnoho odpůrců. Le Corbusier požaduje funkci estetickou i praktickou. Účelové řešení je podle jeho názorů krásné („Dům je stroj na bydlení“). Své úvahy často dokládal fotografiemi tehdejších automobilů, železničních vozů či letadel.

#### Pět bodů moderní architektury
Roku 1927 byl Le Corbusier přizván Miesem van der Rohe k účasti na výstavbě kolonie Weissenhof ve Stuttgartu, kde postavil dva domy. Při této příležitosti publikoval proslulých Pět bodů moderní architektury (funkcionalismu). Těchto pět tezí prakticky shrnovalo hlavní vymoženosti tehdejší techniky: 
- 1. Sloupy: stavět domy na sloupech, čímž se uvolní přízemí pro zeleň a volný pohyb.
- 2. Střešní zahrady: technika plochých střech umožňuje budovat na střechách zahrady. Nahrazují zeleň, kterou dům místu odebral.
- 3. Volný půdorys: sloupy nesou síly všech podlaží, což umožňuje volné členění prostoru nenosnými příčkami.
- 4. Pásová okna: systém sloupů umožňuje vést dlouhá horizontální okna mezi sloupy.
- 5. Volné průčelí: konzolovitě vyvedené stropy uvolňují průčelí pro naprosto volné řešení oken a průčelí.

#### Urbanismus

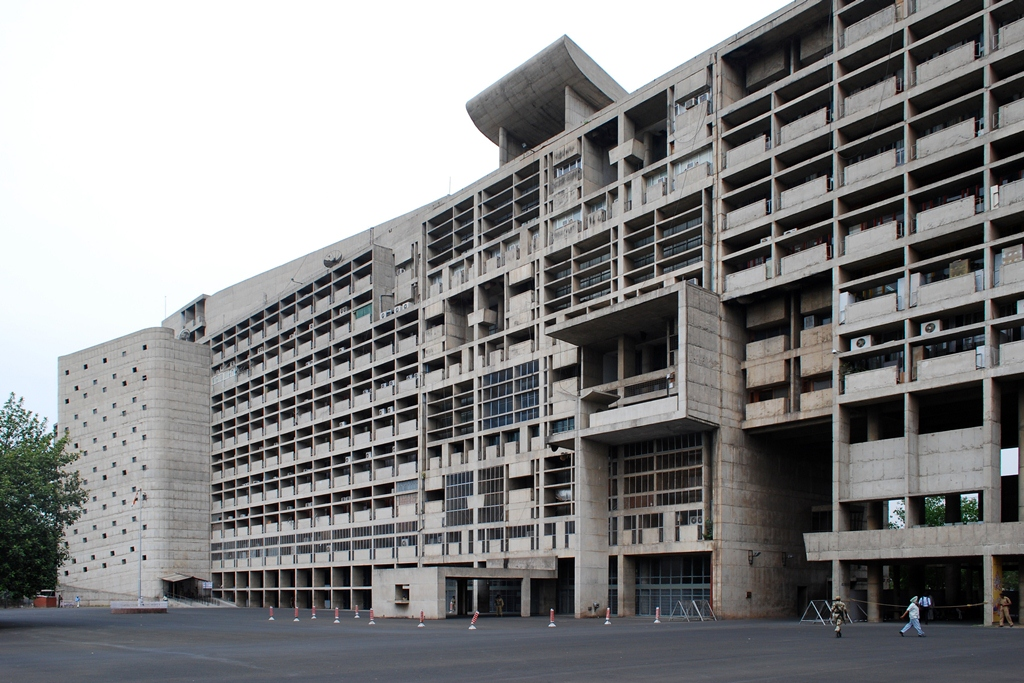
Kapitol v Čandígarhu, budova sekretariátu, 1953

Své názory na stavbu měst Le Corbusier poprvé popsal ve své knize Urbanisme (1925), ve které volal po jasnosti a řádu („Zakřivená ulice je cestou osla, ne člověka“). Vyzdvihoval rovný terén, zvyšování hustoty obyvatelstva, stavbu výškových budov, dopravu ve více úrovních. V další knize Ville radieuse (1935), ve které popisoval svůj projekt „zářícího města“ požadoval pro všechny obyvatele slunce, viditelnost oblohy a stromů v každém bytě. Jako teoretik měl Le Corbusier nezastupitelnou úlohu při vzniku konferencí CIAM a na formulaci Athénské charty.
Tuto koncepci činžáků a vil poprvé prezentoval pavilón Esprit Nouveau na Mezinárodní výstavě dekorativních umění v Paříži v roce 1925. 

### Bydlení
Po první světové válce lze u Le Corbusiera nalézt výrazný sociální aspekt. Příklon k prefabrikaci a sériové výrobě lze vidět například u projektu s názvem Citrohan (1921), kde se projevila jeho klasická koncepce bytu: přední vyšší část byla vyhrazena obydlí, nižší zadní část v přízemí kuchyni, v patře ložnici. 
První velká realizace jeho myšlenky přišla až po druhé světové válce. Z důvodu poválečného nedostatku bytů jej francouzská vláda pověřila stavbou velkého obytného bloku – Unité d'habitation (1946–1952). Unité d'habitation (Marseille) v Marseille představovala jednu z pozoruhodných staveb 20. století jak z hlediska výtvarné formy, tak z hlediska sociálního programu. Le Corbusier do něj vložil 337 bytů ve 23 rozmanitých typech – převážně dvoupodlažních. Sedmým a osmým patrem probíhá obchodní ulice, na střešní terase byly umístěny jesle, školky, tělocvična a bazén. Dům byl koncipován jako město samo o sobě, střecha hrála úlohu náměstí. Podle jiné teorie byl dům přirovnáván k parníku (střecha pak k palubě). Typy této budovy pak ještě zopakoval, ač v okleštěné podobě, v Nantes (1952–55), Meaux (1956), Berlíně (1956), Briey-en-Foret (1957) a ve Firminy (1960–68).

### Meziválečná architektura a urbanismus

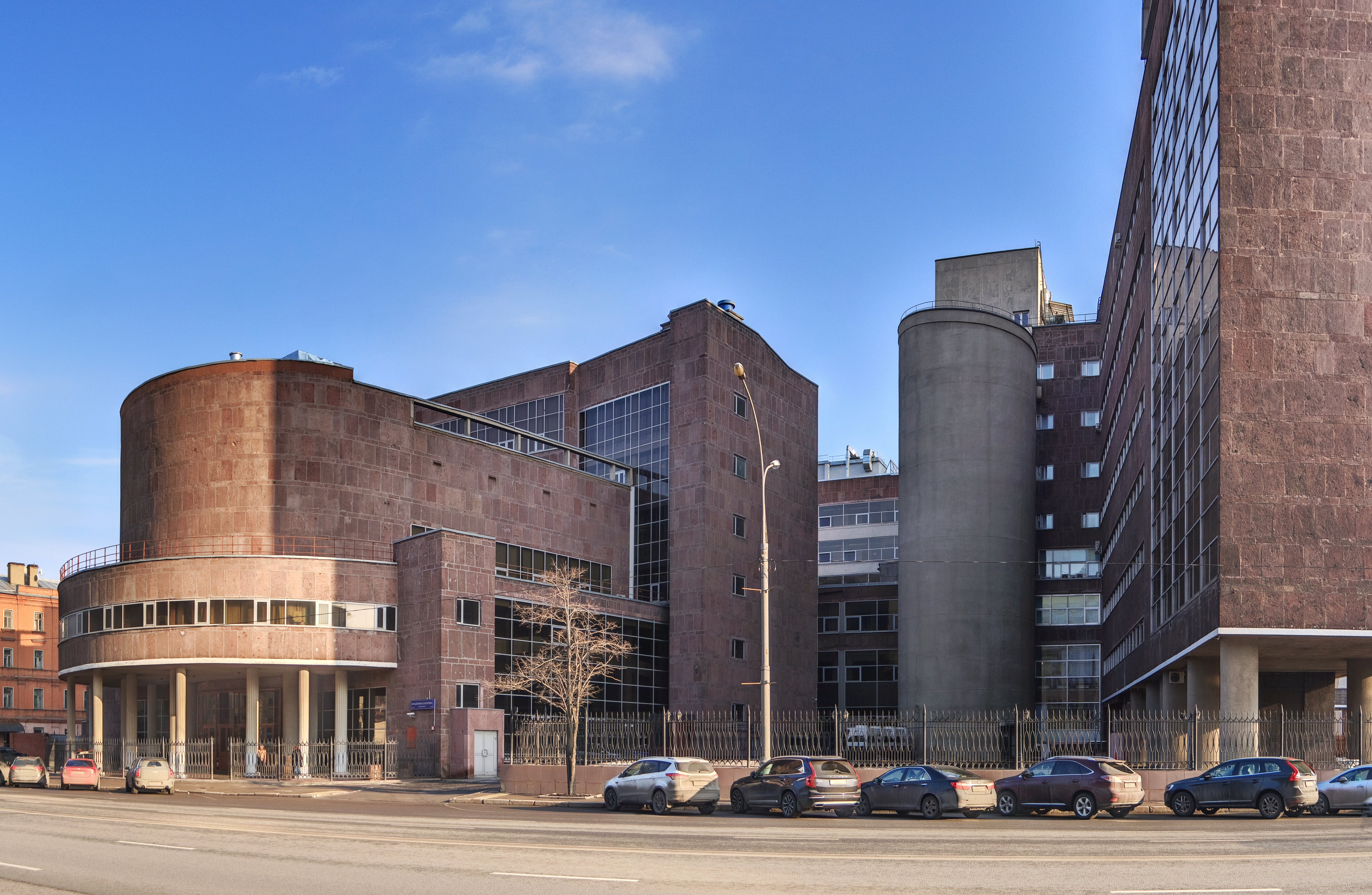
Budova Centrosojuzu v Moskvě, 1933

Jeho nejslavnějším dílem se stala vila Savoye v Poissy u Paříže z let 1929–1931, ve které důsledně uplatnil svých pět bodů. Projevil zde náznaky pozdějšího sochařského pojetí architektury. Vila čtvercového půdorysu má otevřené patio, pod kterým je místo pro auta.
Roku 1929 začal Le Corbusier působit v Moskvě, pro kterou v mezinárodní architektonické soutěži vypracoval návrh na Palác sovětů. Postupně vstřebal myšlenky konstruktivismu, jež se promítly i do jeho projektů (např. budova Centrosojuzu v Moskvě – 1929–33). V Moskvě tvořil až do nástupu historismu.
Roku 1922 představil projekt Soudobého města pro tři milióny obyvatel. Město se rozprostíralo na pravoúhlé síti a demonstrovalo všechny Corbusierovy urbanistické zásady. Význam Une ville contemporaine, jak zní jeho originální název, spočíval v důsledném oddělení různých druhů dopravy, v soustředění zástavby do výškových budov a ve volném, vzdušném rozvrhu městského celku. Podobnou představu aplikoval na plán důkladné přestavby Paříže roku 1925. Vytvořil řadu dalších urbanistických plánů: 1933 rozšíření Antverp, 1935 „Zářící město“, 1929 plán pro Rio de Janeiro a 1930–1942 plán pro Alžír. Realizován nebyl ani jeden. Trvalý vliv zanechala Le Corbusierova návštěva v Brazílii roku 1936.
Corbusier vypracoval v letech 1935–1937 také čtyři návrhy pro firmu Baťa: urbanistický rozvoj Zlína, projekty typových prodejen obuvi, návrh podnikového města Hellocourt ve Francii a pavilón firmy pro Světovou výstavu v Paříži. Také z těchto návrhu nebyl žádný uskutečněn.

### Poválečná architektura a urbanismus

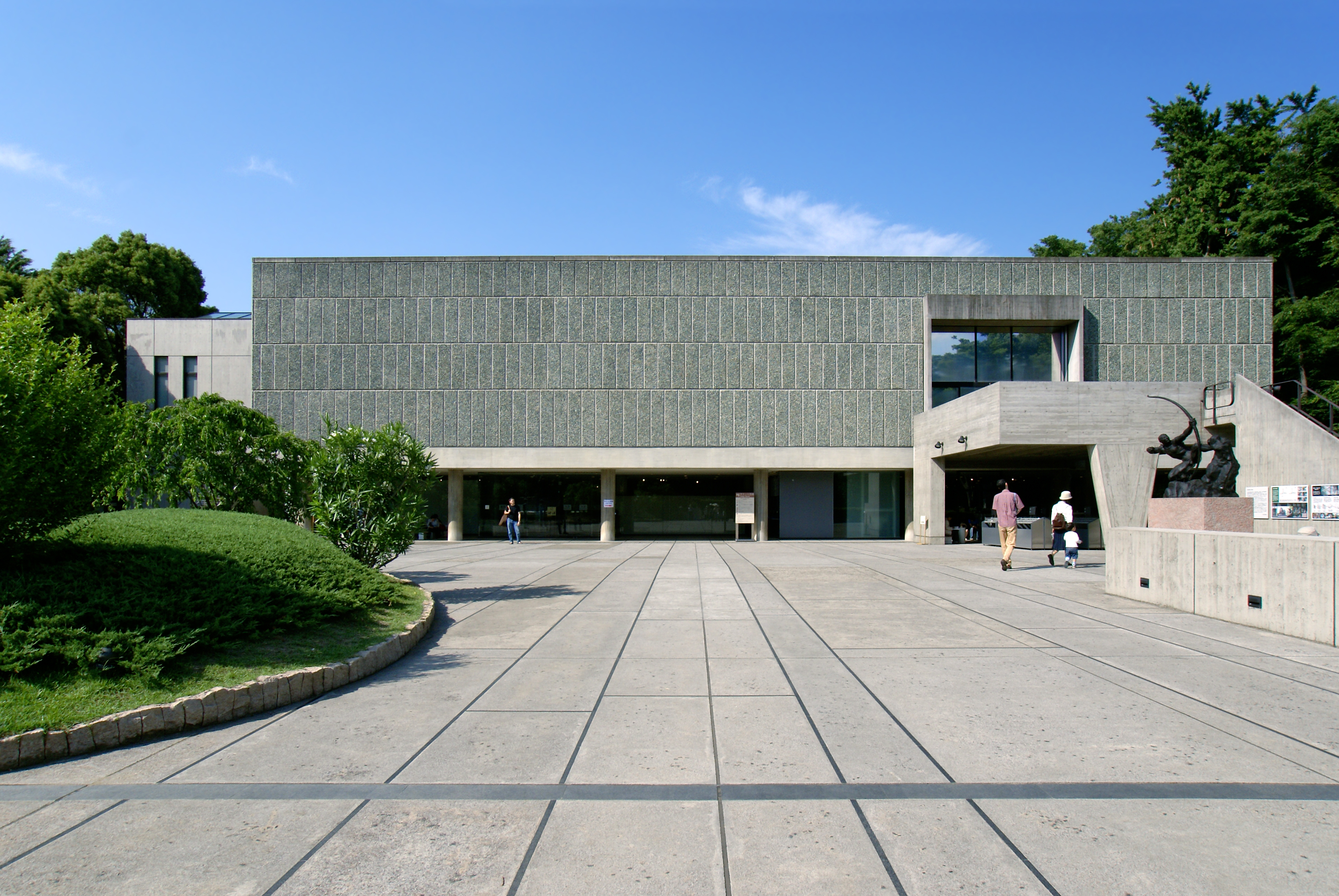
Národní muzeum západního umění v Tokiu, 1959

Své představy o bydlení mohl Le Corbusier realizovat až po druhé světové válce. V letech 1946–1952 vznikl na státní zakázku podle jeho návrhu rozsáhlý obytný blok Unité d'habitation pro 1600 obyvatel v Marseille. Podobné objekty pak byly vybudovány i v dalších francouzských městech a v Západním Berlíně. Příležitost realizovat své urbanistické koncepce dostal Le Corbusier také v Indii, kde se podílel na plánování nového správního centra – Čandígarhu.
Už v některých předválečných realizacích se objevily některé prvky brutalismu, v poválečném období tyto prvky ještě zesílily. Corbusierovy stavby získaly na plastičnosti, působily více celistvě a sochařsky. Beton začal představovat v jeho přirozeném stavu – ponechával jej neupravený a hrubý. Při návrzích mnoha budov použil svůj proporcionální systém modulor, který vypracoval v roce 1949. 
V letech 1950–1955 realizoval výjimečnou skulpturální stavbu – poutní kapli Notre-Dame-du-Haut (Ronchamp) u města Belfort ve Francii. Mariánskou kapli v Ronchamp modeloval zcela volně a svým ztvárněním se stavba zcela vymyká architektově tvorbě. Další sakrální stavbou byla zakázka na stavbu kláštera La Tourette v Eveux u Lyonu, vybudovaného v letech 1957–1960. Striktní řeholní předpisy určily zcela novou formu, uplatnil však i sociální cítění a skromnost. Byl ateista, ale také silně věřil ve schopnost architektury vytvořit posvátné a duchovní prostředí.
V letech 1957–1959 vybudoval v Tokiu Muzeum západního umění, v Indii v roce 1956 budovu Svazu majitelů přádelen v Ahmadábádu. Jeho poslední realizací v USA bylo středisko výtvarné výchovy na Harvardově univerzitě v roce 1961.

### Poslední léta života
V roce 1957 zemřela manželka Yvonne a o tři roky později také jeho matka, s níž ho pojil velmi úzký vztah. Svůj život vyplnil prací, dostával zakázky z celého světa. On sám žil velmi skromně. Jeho majetkem byl ateliér v nájemním domě, který sám navrhoval a malá chata u moře. Zemřel na infarkt po koupání v moři v Roquebrune–Cap Martin na francouzské Riviéře ve věku 77 let. 

## Význam
Jsem samouk a jsem zvědavý. Nemám žádnou školu, nemusel jsem se tudíž pracně odnaučovat to, co bych se v ní učil. Nechci se míchat mezi akademiky, neboť člověk nesmí myslet akademicky. Jedinou mou školou je neustálé pozorování přírody a věcí kolem nás.
Le Corbusier
Le Corbusier byl mimořádným architektem, který měl silný vliv na architekturu a architekty takřka po celém vyspělém světě. Z jeho ateliéru vyšly významné osobnosti světové moderní architektury jako Oscar Niemeyer, Lucio Costa nebo Junzo Sakakura.  Mnohé jeho nápady a principy zobecněly až po jeho smrti a jsou používány i v 21. století. Architektura Le Corbusiera byla osobitá, a proto ji lze těžko přímo přiřadit k některému ze slohových období.
V roce 2016 bylo na seznam Světového kulturního a přírodního dědictví UNESCO zařazeno 17 jeho staveb, které vznikaly v rozmezí asi 50 let a které se nacházejí na území sedmi států.
Z českých osobností udržoval styky především s Karlem Teigem, Bohuslavem Fuchsem, Jaromírem Krejcarem, Janem Vaňkem, Bedřichem Rozehnalem i Františkem L. Gahurou. Velmi mu imponovala osobnost Jana Antonína Bati, ke kterému měl opravdu aktivní vztah a rád by v něm viděl svého budoucího stavebníka (investora). V jeho ateliéru se také učili čeští architekti: Jan Sokol, Vladimír Beneš, Jaroslav Vaculík, Josef Danda a další. Práci u Le Corbusiera uváděl také Vladimír Karfík, toto angažmá zůstává ale nejasné a nepotvrzené.

## Stavby

### Realizované stavby

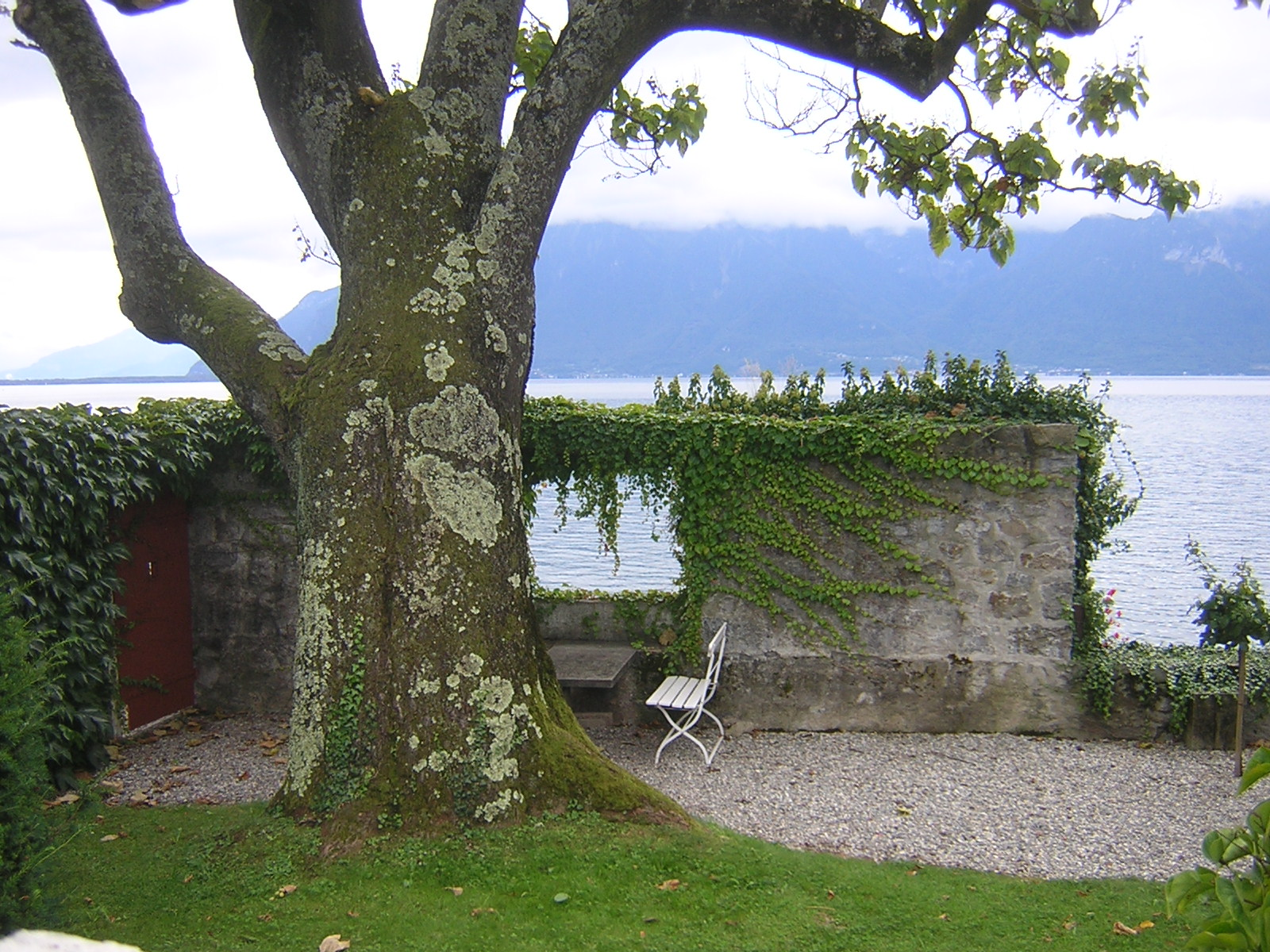
Dům pro rodiče u Corseaux ve Švýcarsku, exteriér

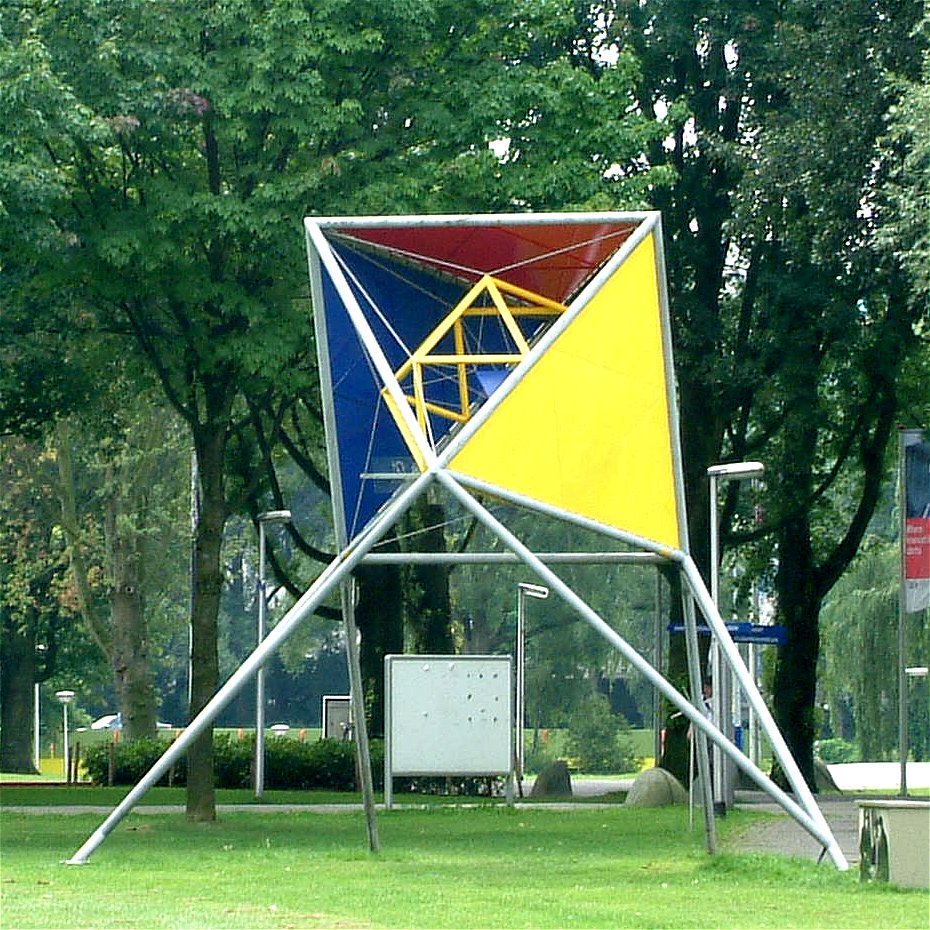
Objekt Le Poème Électronique před Technickou univerzitou v Eindhovenu, 1958

- 1912: Vila Jeanneret-Perret, La Chaux-de-Fonds, Švýcarsko
- 1922: Vila pro Améde Ozenfanta, Paříž, Francie
- 1923: Vila Raoula La Roche, Paříž, Francie
- 1925: Dům pro vlastní rodiče u Ženevského jezera, Corseaux, Švýcarsko
- 1926: La Cité Frugès, Bordeaux, Francie
- 1925–26: Dělnická kolonie, Pessacu u Bordeaux, Francie
- 1926–27: Vila Michaela Steina, Garches, Francie
- 1927: Weissenhofsiedlung, Stuttgart, Německo
- 1929–35: Palác Centrosojuzu, Moskva, Rusko
- 1930–1933: Cité de refuge, Paříž, Francie
- 1931: Vila Savoye, Poissy, Francie
- 1931–32: Švýcarská kolej, Paříž, Francie
- 1935: Vila u Les Mathes, Francie
- 1935: víkendový dům, La Celle-St. Cloud, Francie
- 1934–35: Letní dům, St. Cloud
- 1946–52: Kolektivní dům Unité d'habitation, Marseille, Francie
- 1952: Unité d'habitation, Marseille, Francie
- 1952–56: budova Nejvyššího soudu, Čandígarh, Indie
- 1955: kaple Notre Dame du Haut (Ronchamp), Ronchamp, Francie
- 1960: Klášter La Tourette, Éveux-sur-l´Arbresle, Francie
- 1961–64: Carpenterovo středisko výtvarných umění university Harvard Cambridge, USA
- 1967: Heidi Weber House (Le Corbusier Centre), Curych, Švýcarsko

### Nedochované stavby
- 1922: Výstavní pavilon L'Esprit Nouveau

### Nerealizované stavby a projekty
- 1920: Návrh domu Citrohan – projekt v obměněné podobě uskutečněn ve Weissenhofsiedlung ve Stuttgartu[14][15]
- 1922: Soudobé město pro tři milióny obyvatel
- 1926–1927: Soutěžní návrh na palác Společnosti národů v Ženevě
- 30. léta: Urbanistické projekty: Rio de Janeiro, Obus Alžír (1931)
- 1938: plán Buenos Aires
- 1945–46: plán městského centra, Saint Dié
- 1949: Návrh rekreačního centra, Roq et Rob, Francie
- 50. léta: kompletní plán města a vládní budovy, Čandígarh, Pákistán

### Česká bibliografie
- LE CORBUSIER a KOLÍBAL, Stanislav, ed. Kdysi a potom. Překlad Jitka Hamzová. Praha: Arbor vitae, 2003. 109 s. De arte, sv. 17. ISBN 80-86300-37-4.
- LE CORBUSIER. Za novou architekturu. Překlad Pavel Halík. Praha: Petr Rezek, 2005. 233 s. ISBN 80-86027-23-6.
- RISSELADA, Max et al. Raumplan versus Plan Libre: Adolf Loos – Le Corbusier. Přeložila Petra Ocelková. Zlín: Archa, 2012. 199 s. Architektura, sv. 5. ISBN 978-80-87545-04-1. [Obsahuje také Loosovy a Le Corbusierovy eseje.]